# Внешняя политика Шри-Ланки
Внешняя политика Шри-Ланки — общий курс Шри-Ланки в международных делах. Внешняя политика регулирует отношения Шри-Ланки с другими государствами. Реализацией этой политики занимается министерство иностранных дел Шри-Ланки.

## История
С 1948 года двумя наиболее важными факторами в международных отношениях Шри-Ланки являются: принципиальная приверженность Движению неприсоединения и необходимость сохранения удовлетворительных отношений с Индией без ущерба для независимости. Индия территориально и по численности населения больше Шри-Ланки почти в 50 раз, а в конце 1980-х годов её валовой национальный продукт превышал ланкийский в 40 раз. Этот фактор нельзя было игнорировать, но ни политические лидеры Шри-Ланки, ни её население (особенно сингалы) не хотели, чтобы остров стал придатком из-за региональных амбиций Индии. Однако, 29 июля 1987 года Шри-Ланка приняла предложение Индии о направлении вооружённых сил этой страны для подавления восстания на северо-востоке острова, что было воспринято большинством ланкийцев неприемлемым решением и угрозой национальной независимости.
Первый премьер-министр Шри-Ланки Дон Стивен Сенанаяке придерживался политики неприсоединения, чтобы не вмешивать страну в противостояние сверхдержав. Но политика неприсоединения имела определённые корректировки в следующие десятилетия после обретения независимости. Правительство Объединённой национальной партии Шри-Ланки было в целом более дружественным к странам западного мира, чем правительства, сформированные левой Партией свободы. Премьер-министр Сиримаво Бандаранаике не стремилась налаживать связи с Вашингтоном, а установила тесные и дружеские отношения с Китаем в начале 1960-х годов, когда эта страна была придерживалась политики «войн за национальное освобождение». Премьер министр Джуниус Ричард Джаявардене придал внешней политике Шри-Ланки западную ориентацию после того, как пришёл к власти в июле 1977 года. Это изменение во внешней политике было обусловлено желанием обеспечить поступление помощи и инвестиции для продвижения программы экономической либерализации его правительства. В то же время Шри-Ланка разделила опасения западных стран относительно решимости Индии сделать регион Индийского океана своей сферой влияния при наличии тесных связей с Москвой.
В конституции Шри-Ланки 1972 года государство было провозглашено республикой, что повлекло прекращение статуса доминиона в Содружестве наций, хотя и осталась членом этой организации. Шри-Ланка входит в Ассоциацию регионального сотрудничества Южной Азии (СААРК), которая была создана в начале 1980-х годов для обсуждения региональных проблем. В рамках СААРК проходили форумы в которых лидеры южно-азиатских государств, помимо Индии, могли обсуждать этнические проблемы на Шри-Ланке. Однако, некоторые наблюдатели считали минимальной роль СААРК в разрешении этого кризиса. В 1982 году произошла неудачная попытка Шри-Ланки вступить в Ассоциацию государств Юго-Восточной Азии (АСЕАН) с целью увеличить дистанцию с Индией. Заявка была отклонена по географическому признаку.